# Brasilodon
Brasilodon foi um gênero de mamíferos do triássico que viveram no Rio Grande do Sul, Brasil.

## Descrição
Os espécimes de Brasilodon possuíam um comprimento de aproximadamente 12cm e 20g de peso. Alimentavam-se de insetos. Foram encontrados na Formação Caturrita.